# Elektrokoagulátor
Elektrokoagulátor je zařízení, určené k chirurgickým zákrokům, jehož využití spadá do oblasti elektrochirurgie. Tento přístroj pracuje s vhodně tvarovaným průběhem elektrického proudu, popř. jeho tepelnými účinky. Tím dochází u biologické tkáně k jevům jako koagulace, tepelné vysoušení, nebo lze provést i řez tkáně (dle zvoleného pracovního režimu). S tímto zařízením dále souvisí pojem kauterizace a radiofrekvenční ablace.
Přístroj pro elektrokoagulaci se skládá ze dvou hlavních částí. První částí je generátor (ESU – electrosurgical generator unit), který vhodně upravuje elektrický proud. Druhou část zařízení tvoří elektroda (elektrody), kterými je transportována elektrická energie k požadovanému místu zákroku (manipulaci s touto částí zařízení lze přirovnat k práci se skalpelem).

## Generátor (elektrochirurgického zařízení)
Úkolem bloku generátoru je dodat elektrodám (chirurgickému nástroji) elektrický proud s požadovanými vlastnostmi. Moderní ESU, které obsahují mikroprocesorové jednotky, jsou schopné generovat různé tvary impulzů a frekvence výstupního proudu. Tím je ovlivněn mód, ve kterém zařízení pracuje. U starších modelů bylo možné pouze nastavení výstupního napětí resp. výstupního výkonu. S velikostí napětí (podle Ohmova zákona) narůstá amplituda výstupního proudu. Tím se zvyšuje výstupní energie, která ovlivňuje množství vyrobeného tepla. S množstvím tepla narůstá hloubka, do které vyrobené teplo poblíž akčních elektrod působí. Zvyšuje se tak hemostatický efekt, ale narůstá i možnost poškození přilehlých tkání. Moderní přístroje s mikroprocesory sami monitorují fázi a amplitudu impedance tkáně v místě řezu a regulují velikost výstupního výkonu tak, aby nedocházelo ke zbytečně velkému poškození okolních tkání. Regulace probíhá pomocí adaptivního inteligentního algoritmu, který vybírá hodnoty z databáze impedancí jednotlivých tkání. Ta je součástí softwarového vybavení přístroje.

### Dělení podle výstupního výkonu
ESU jsou rozděleny podle výstupního výkonu do 4 tříd:
- 10-50W – mikrochirurgické
- 50-100W – s nízkým výkonem (Low power)
- 100-200W – se středním výkonem (Mid-range power)
- 300-400W – s vysokým výkonem (High power)

### Módy ESU
Základními módy ESU jsou řezání a koagulace. Tyto základní módy mohou být doplněné některými dalšími pracovními režimy:
- Slabá koagulace/řezání
- Pouhé řezání
- Impulzní řezání
- Kombinované řezání
- Pouhá koagulace
- Okamžitá koagulace
- Zesílená koagulace
- Argonová koagulace

Pracovní režimy jednotky závisí na jejím typu. Každý z výrobků nemusí podporovat všechny tyto pracovní režimy nebo naopak může disponovat dalším upraveným módem. Mód jednotky ESU lze posuzovat podle poměru špičkové hodnoty výstupního proudu k jeho střední hodnotě. V anglické literatuře se tento poměr nazývá „crest factor“. Pokud je tento poměr menší než 2, jedná se o mód řezání. Při hodnotě pohybující se mezi 2 a 5 jde o kombinované řezání a hodnota mezi 7 a 8 určuje mód koagulace.

#### Režim koagulace
Výstupní proud ESU v režimu koagulace vyvolává pomalé vzrůstání teploty na cílové tkáni v rozmezí 70 °C až 100 °C. Dochází tak k její dehydrataci a smrštění avšak bez poškození (popraskání).

#### Režim řezání
V tomto režimu dochází k nárůstu teploty na tkáni nad 100 °C. Dochází tak k varu tekutin uvnitř tkáně. Buňky popraskají a výsledkem je řez tkání podél chirurgického nástroje (elektrody).

#### Kombinovaný režim

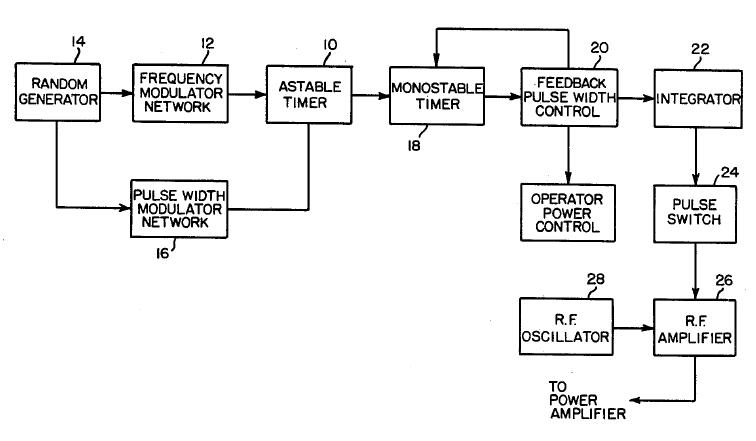
Obr. 1: Blokové schéma ESU

Pracovní režim ESU lze určit ze střídy výstupního proudu. Pokud jde o konstantně dodávaný proud se špičkovou hodnotou napětí 200 V, jedná se o režim čistého řezání, jelikož tkáň nemá k dispozici žádný čas ke zchladnutí. Teplo je generováno neustále. Oproti tomu, pokud je do elektrody dodávána energie s velkými časovými odstupy, pak jde o režim čisté koagulace. Mezi těmito dvěma režimy se nachází kombinovaný režim, kdy nastává jak jev řezání, tak jev koagulace.

#### Argonová koagulace
Zde je použit ionizovaný argonový plyn usměrněný na povrch tkáně. Prostřednictvím tohoto plynu je veden elektrický proud. Další výhodou použití tohoto plynu je v minimalizaci kouře vzniklého při samotném odpařování tkáně.

### Blokové schéma generátoru

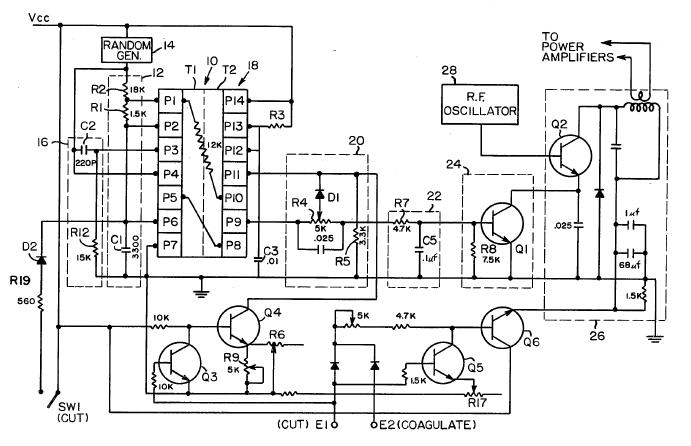
Obr. 2: Zapojení analogové ESU

Blokové schéma generátoru je znázorněné na obrázku 1. Jedná se o blokové schéma analogového elektrochirurgického generátoru. V dnešní době jsou ESU postaveny na bázi digitální techniky, principiálně by však měla i tato zařízení pracovat obdobně jako jejich analogoví předchůdci.
Astabilní časovač (AT – astabile timer) generuje napěťové impulzy. Šířku impulzů ovlivňuje napětí na výstupu frekvenčního modulátoru, který integruje napěťové impulzy generované náhodným generátorem. Začátek impulzu na výstupu AT je dán překročením hodnoty dolní překlápěcí úrovně a konec impulzu nastane po překročení horní překlápěcí úrovně. Hodnota horní překlápěcí úrovně může být konstantní nebo proměnná. Vlastnosti horní překlápěcí úrovně určuje blok modulace šířky pulsu. Šířka pulzu je vztažena opět k pulzům generovaným náhodným generátorem.
Výstup AT řídí za ním zapojený monostabilní časovač (MT – monostabile timer). Šířku výstupního impulzu z MT zpětnovazebně ovlivňuje blok pro řízení šířky impulzu, který může impulz zužovat i rozšiřovat. Výstupní impulzy z MT jsou integrovány v integrátoru. Výstupní napětí integrátoru je porovnáváno v obvodu, který řídí spínání vysokofrekvenčního generátoru. Při dosažení definované hodnoty vstupního napětí dojde k vygenerování řídicího impulzu pro vf generátor. Obálka výstupního modulovaného vf signálu je série impulzů o různé době trvání a opakování. Analogová realizace zařízení je znázorněna na obrázku 2.

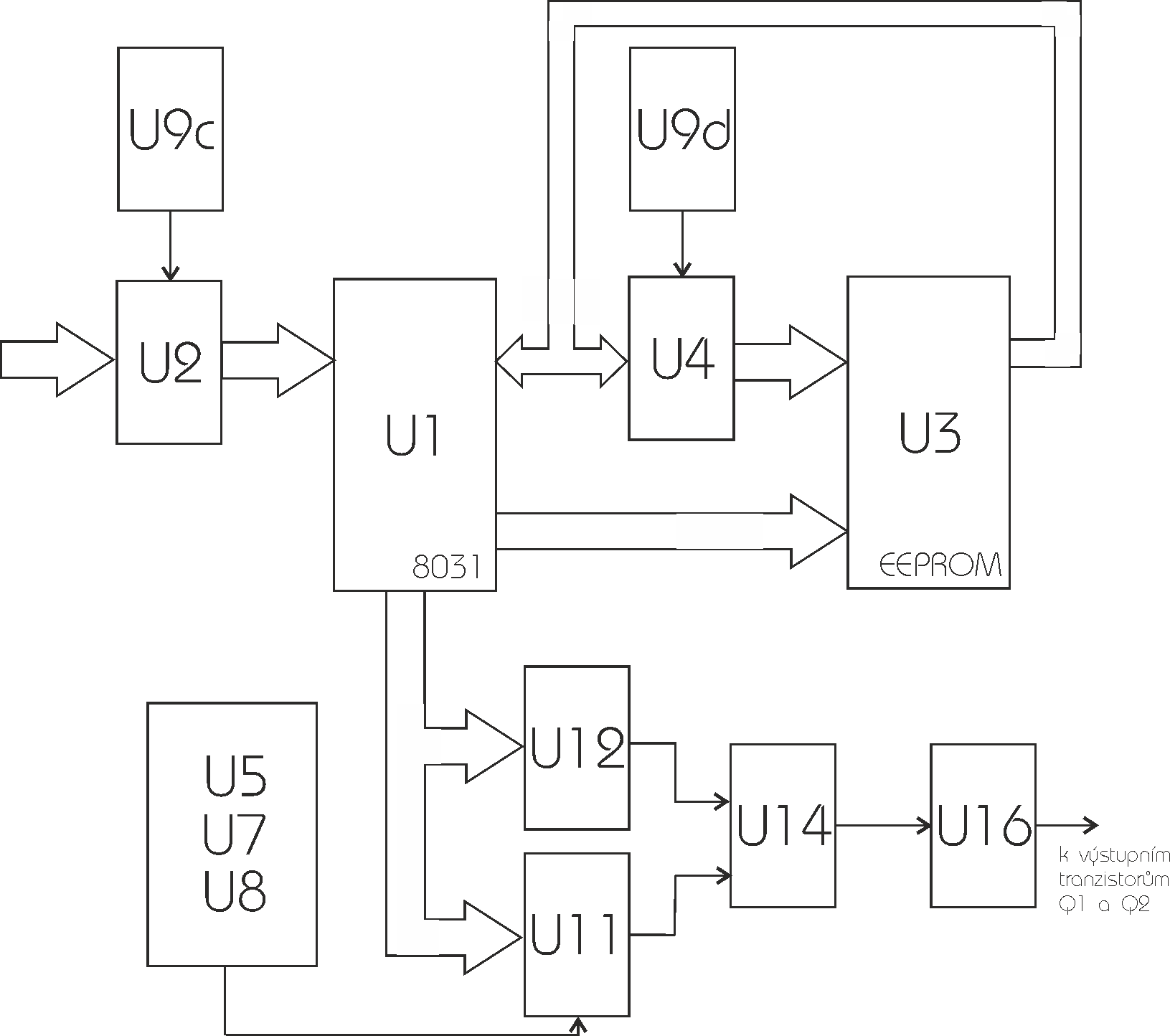
Obr. 3: Zjednodušené zapojení koncové části ESU s UC

Na obrázku 3 je ilustrativní zapojení výstupní části jednotky ESU realizované pomocí µC 8031 (U1) a dalších integrovaných obvodů. Mimo µC obsahuje zapojení paměť EPROM (U3), ve které je uložen program pro µC, a klopné obvody D (U2, U4), které pracují ve funkci vstupního a výstupního bufferu. Jsou řízeny vnějším oscilátorem (U9C a U9D). Frekvence tohoto oscilátoru určuje základní frekvenci výstupního signálu.
Výstupní signál nemůže být kvůli časovým nárokům generován přímo z µC. Mikrokontrolér generuje 4bitový kód, který obsahuje informaci o šířce impulzu, který se má objevit na výstupu. Tato 4bitová informace je zpracována pomocí čítačů (U12 a U11). Další obvody (U5,U7, U8, U14) pracují ve funkci čítače a generují impulzy podle různých spouštěcích podmínek. Výsledný řídicí impulz je zpracován budičem (U16) výstupních výkonových MOSFET tranzistorů (Q1, Q2). Obvod obsahuje bezpečností opatření, která vedou k resetování kontroléru. Například obvod watchdog, který hlídá aktivitu výstupních pinů µC.

## Operační nástroje (elektrody) pro elektrokoagulátory

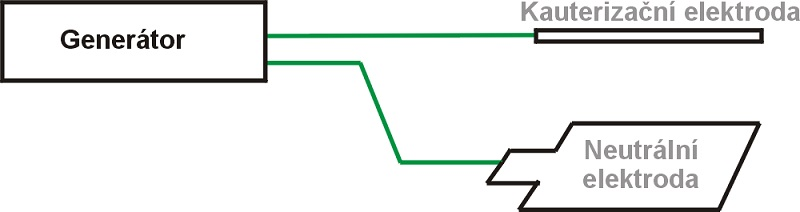
Obr. 4: Zapojeni elektrod ke generátoru

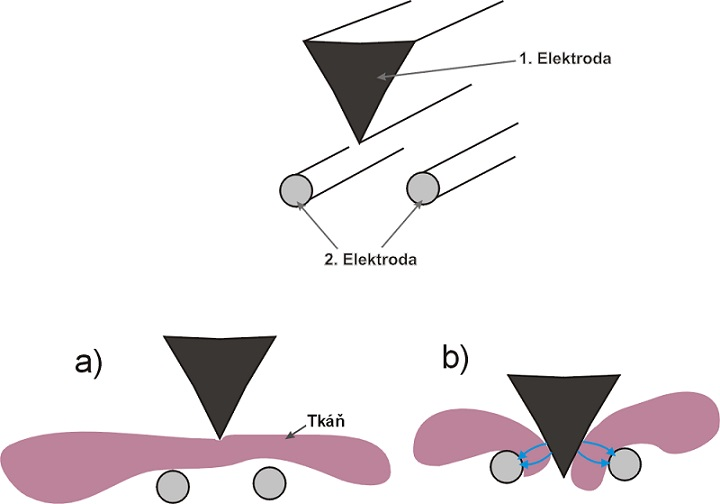
Obr. 5: Kauterizační kleště (bipolární uspořádání)

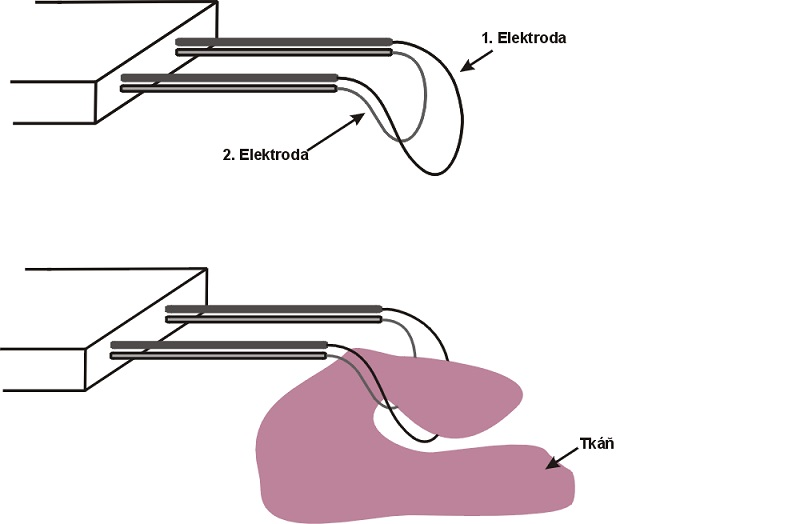
Obr. 6: Využití dvou elektrod - koag. a kauter.

Hlavní charakteristické dělení operačních elektrod elektrokoagulátorů je dle jejich uspořádání (vč. tvaru). Elektrody tak dělíme na monopolární a bipolární uspořádání elektrod.

### Monopolární uspořádání
Vycházíme ze skutečnosti, že pro uzavření elektrického obvodu je nutné mít vždy dvě elektrody, tak aby mohl procházet elektrický proud. Pro monopolární uspořádání elektrod je charakteristické použití jedné elektrody (často označované jako neutrální, viz obrázkek 4), která slouží k odvádění elektrického proudu z těla. Tato elektroda má vždy velkou kontaktní plochu s tělem. Druhá elektroda je využívána k vlastnímu chirurgickému zákroku a její kontaktní rozměry s živou tkání jsou mnohonásobně menší. Proudová hustota elektrické energie tak v místě styku s tkání způsobuje požadovanou změnu tkáně (dle použitého pracovního režimu).

### Bipolární uspořádání
V režimu využívajícím bipolární uspořádání elektrod se obě elektrody nacházejí v místě operativního zásahu (obrázek 5). Elektrický proud opět prochází skrze tkáň od jedné elektrody ke druhé, avšak vzdálenost elektrod je úměrná velikosti žádaného zásahu do tkáně. Rozměry obou elektrod bývají stejné (proudová hustota oběma elektrodami má podíl na změnách ve tkáni).

### Tvary elektrod
Jsou používány různé tvarové typy výměnných elektrod, dle prováděného zákroku, které se upevňují do kauterizačního držáku elektrod. Tvary monopolárních elektrod jsou v zastoupení smyček, nožů, jehel a zakončení ve tvaru kuliček. Bipolárně uspořádané elektrody jsou ve tvaru pinzet, kleští a dalších tvarů. Existují i elektrochirurgické nástroje založené na současném využití dvou monopolárních elektrod, kde každá z elektrod pracuje v jiném pracovním módu. V takovémto případě tento nástroj (obrázek 6) provádí jednou elektrodou samotný řez tkáně a druhá elektroda pracuje současně v režimu koagulace.